# Hugo Steinhaus
Wladyslaw Hugo Dionizy Steinhaus (Jasło, 4 gennaio 1887 – Breslavia, 25 febbraio 1972) è stato un matematico polacco.
Stainhaus studiò matematica all'Università di Leopoli e di Gottinga, dove conseguì nel 1919 il dottorato di ricerca con la tesi Neue Anwendungen des Dirichlet'schen Prinzips (Nuove applicazioni del principio di Dirichlet).
Nel 1917 ottenne l'autorizzazione all'insegnamento a Leopoli e nel 1918 pubblicò il notevole articolo Additive und stetige Funktionaloperationen. Nel 1920 divenne professore all'università di Leopoli. Assieme a Stefan Banach, Stanisław Marcin Ulam e altri, si occupò di analisi funzionale. Nel 1945 si trasferì a Breslavia, dove divenne professore di matematica presso la locale università. Nel 1952 divenne membro dell'accademia polacca delle scienze (Polska Akademia Nauk).
Steinhaus pubblicò complessivamente circa 250 lavori, tra i quali libri di successo sulla matematica come Kalejdoskop matematyczny (1938). È annoverato tra i leader della cosiddetta Scuola matematica di Leopoli. Tra i suoi studenti si annoverano Stefan Banach, Mark Kac e Zygmunt William Birnbaum.